# ماركو شيليني
ماركو شيليني (بالإيطالية: Marco Cellini)‏ (19 مايو 1981 بفلورنسا في إيطاليا - ) هو لاعب كرة قدم إيطالي في مركز الهجوم. لعب مع نادي بيروجيا ونادي تريستينا ونادي سبال ونادي فاريسي ونادي فوجيا ونادي فيتشينزا ونادي مودينا ونادي براتو وAssociazione Calcio Fucecchio ‏ وكارسو كالتشيو ‏ ويوفي ستابيا وMontevarchi Calcio Aquila 1902 ‏ وUC AlbinoLeffe ‏.

## روابط خارجية
- ماركو شيليني على موقع قاعدة بيانات كرة القدم.إي يو (الإنجليزية)
- ماركو شيليني على موقع Soccerway.com (الإنجليزية)
- ماركو شيليني على موقع عالم كرة القدم.نت (الإنجليزية)